# I Love Your Smile
Singles de Shanice
This Time
(1988) I'm Cryin'
(1992)
I Love Your Smile est une chanson de la chanteuse américaine Shanice, sortie en 1991 comme single principal de son deuxième album studio Inner Child. La chanson présente un solo de saxophone de Branford Marsalis ainsi que des rires de Janet Jackson et René Elizondo Jr. vers la fin de la chanson. Le titre est produit par Louis Biancaniello, avec des voix produites par Narada Michael Walden. La version radio de la chanson supprime le pont rap de la version album.
À ce jour, I Love Your Smile est le titre de Shanice le plus connu ainsi que celui qui a le plus grand succès. Il culmine à la deuxième position du Billboard Hot 100 et prend la tête du Hot Singles & Tracks R & B / Hip-Hop pendant quatre semaines en décembre 1991 et janvier 1992.
En Europe, I Love Your Smile atteint le deuxième rang du UK Singles Chart et atteint le sommet du Top 40 néerlandais. Le single atteint également le top 10 des charts au Danemark, en France, en Allemagne, en Irlande, en Suisse, en Suède, en Norvège, en Australie et en Autriche. En 1992, il est nommé pour un Grammy Award de la meilleure performance vocale féminine R&B.
Shanice joue cette chanson en tant que premier invité musical dans The Tonight Show with Jay Leno le 25 mai 1992. Un clip est réalisé pour la chanson, mettant en vedette Shanice dans un studio pour des photographies.

## Accueil critique
Le rédacteur en chef d'AllMusic, Tim Griggs, choisi la chanson comme l'une des « pistes qui ressortent » de l'album Inner Child. Billboard décrit la chanson comme une « mélodie R&B séduisante », notant que « la voix mûre de Shanice ressemble à un croisement entre Chaka Khan et Janet Jackson, s'étalant confortablement sur un groove subtil et percutant qui est encadré de lignes de saxo chaudes ». Le Gavin Report écrit : « seulement à l'adolescence, Shanice Wilson est tout sauf une nouvelle venue, étant arrivée sur la scène à la fin des années quatre-vingt et enregistrant une diffusion instantanée. Mais ce devrait être l'effort qui déclenche vraiment sa carrière ». Le Lakeland Ledger déclare que sur la piste, sa voix était « joueuse et déterminée ». People Magazine note que I Love Your Smile « a grimpé au sommet des charts R&B sur son riff enlevé [...] son refrain jazzy a cappella et un rythme formidable ».
Pendant la pandémie de Covid-19, USA Today la classe 73e sur cent dans une playlist qui vise à redonner le sourire.

## Pistes du single
CD
1. I Love Your Smile (version radio) - 3:46
2. I Love Your Smile (version étendue) - 4:14
3. I Love Your Smile (instrumental) - 4:14

## Crédits
- Toutes les voix par Shanice Wilson.
- Claviers, programmation de batterie, programmation et basse synthétisée par Louis Biancaniello.
- Batterie et programmation par Narada Michael Walden.
- Solo de saxophone par Branford Marsalis.
- Voix de fond par Alyssa Lala, Crystal Wilson, David A. Miguel, Jack McAdoo, David Lee, Diamond D, Eric Daniels, Jarvis La Rue Baker, Kathy Horton, Label Atkinson, Lisa Walden, Mike Mani.

## Classements
| Chart (1991–1992)                      | Peak position |
| -------------------------------------- | ------------- |
| Australie (ARIA)                       | 8             |
| Autriche (Ö3 Austria Top 40)           | 6             |
| Belgique (Flandre Ultratop 50 Singles) | 5             |
| Canada (Top Singles)                   | 13            |
| Canada (The Record)                    | 2             |
| Danemark (IFPI)                        | 5             |
| Europe (Eurochart Hot 100)             | 2             |
| France (SNEP)                          | 7             |
| Allemagne (Media Control AG)           | 2             |
| Irlande (Irish Singles Chart)          | 2             |
| Pays-Bas (Nederlandse Top 40)          | 1             |
| Pays-Bas (Single Top 100)              | 4             |
| Nouvelle-Zélande (RMNZ)                | 6             |
| Norvège (VG-lista)                     | 2             |
| Espagne (AFYVE)                        | 9             |
| Suède (Sverigetopplistan)              | 4             |
| Suisse (Schweizer Hitparade)           | 3             |
| Royaume-Uni (UK Singles Chart)         | 55            |
| Royaume-Uni (UK Singles Chart)         | 2             |
| États-Unis (Adult Contemporary)        | 50            |
| États-Unis (Hot 100)                   | 2             |
| États-Unis (R&B/Hip-Hop Songs)         | 1             |

| Chart (1992)                         | Position |
| ------------------------------------ | -------- |
| Australia (ARIA)                     | 89       |
| Belgium (Ultratop)                   | 32       |
| Europe (Eurochart Hot 100)           | 16       |
| Germany (Official German Charts)     | 22       |
| Netherlands (Dutch Top 40)           | 67       |
| Netherlands (Single Top 100)         | 38       |
| Switzerland (Schweizer Hitparade)    | 16       |
| UK Singles (Official Charts Company) | 24       |
| US Billboard Hot 100                 | 11       |

## Reprises notables
- Des sections de la chanson sont insérées dans le single de Chris Brown Undecided en 2019.